# روبرتا كابوا
روبرتا كابوا (بالإيطالية: Roberta Capua)‏ (ولدت في نابولي، 5 ديسمبر 1968) هي المذيعة في التلفزيون الإيطالي الوطني أصبحت معروفة في عالم الترفيه الإيطالي بعد انتخابها ملكة جمال إيطاليا في عام 1986. وقد منحت والدتها ماريسا نفس اللقب في عام 1959. واختيارة في المركز الثاني (وصيفة) في ملكة جمال الكون بنفس العام وأول دور لها دورها في تلفزيون كان في مسابقة الموسيقى شفوي لا فوتا عادت إلى شاشة التلفزيون في عام 1992 لتعمل مذيعة في برنامج

## روابط خارجية
- روبرتا كابوا على موقع IMDb (الإنجليزية)